# 丙酸苄酯
丙酸苄酯（Benzyl propionate），又称丙酸苯甲酯。分子式C10H12O2。

## 制备
丙酸苄酯可由丙酸与苄醇在硫酸催化下进行酯化，再经中和、水洗、减压分馏而得。

## 用途
丙酸苄酯可用作皂用和化妆品用香料，用于茉莉和玫瑰香型香料的调制。